# Alibek Khiriyasul
Alibek Khiriyasul (in avaro: Хириясул Гӏалибек; in russo Хириясул Алибек?; Khunzakh, 1805 – Akhulgo, 5 luglio 1839) fu un guerrigliero àvaro e membro della resistenza antirussa nel Caucaso dal 1834 al 1839, durante la guerra caucasica. Fu uno dei più stretti collaboratori di Ghazi Mullah e Gamzat-bek.

## Biografia

### I primi anni
Alibek nacque nel 1805 in una famiglia di tradizioni militari. Suo padre Hiriasul, come suo nonno Chupan, erano stati comandanti sotto Umma Khan il Grande. In gioventù fu qadi del villaggio di Rikhuni.
Con l'inizio del movimento di liberazione nel Caucaso, Alibek si unì, dapprima, al movimento di Gazi-Muhammad e, dopo la sua morte, a quello di Gamzat-bek. Dopo che Shamil venne proclamato imam e guida del movimento nel 1834, Alibek venne nominato suo naib. Venne incaricato di guidare militarmente uno dei distaccamenti di Khunzakh.

### Akhulgo
Alibek si mostrò particolarmente abile come comandante militare e si scontrò col generale russo Fezi durante la guerra caucasica.
Nel giugno del 1839, Shamil era bloccato presso la fortezza di Akhulgo. Alibek venne nominato comandante della torre di Surkhaev. Questo punto difensivo era un luogo chiave negli scontri poiché si trovava su un'altura dominante e consentiva facilmente il controllo dell'intera area dove si trovavano le truppe russe.
Uno dei testimoni oculari, l'ufficiale Miljutin, nelle sue memorie disse a tal proposito: "Shamil si rinchiuse ad Akhulgo, con tutti i suoi seguaci, le loro famiglie e gli ostaggi delle tribù a lui obbedienti, e il numero delle persone raggiunse le 4000 anime di ambo i sessi. Vi erano inoltre 1000 guerriglieri armati, di cui 100 murid guidati da Alibek che si erano rinchiusi nella torre di Surkhaev".
Il 29 giugno, alle 9 del mattino, i battaglioni dei reggimenti Apsheron e Kura si avvicinarono al monte da tre lati e iniziarono ad assaltare la torre. Dalla torre riuscirono a respingere l'attacco, e le truppe russe si ritirarono e iniziarono a prepararsi per il bombardamento della torre. In quel frangente Alibek venne privato di un braccio da una palla di cannone, ma ciò nonostante continuò la lotta armata. Khaidarbek Genichutlinsky ricordò questo episodio con sorpresa nelle sue memorie: "E' la cosa più sorprendente che i miei occhi abbiano mai visto e le mie orecchie abbiano mai sentito. Un uomo eccezionalmente coraggioso, il muhajir, Avar (al-Avari) Alibek, figlio di Khiriyasulav, fu ferito alla spalla destra da una palla sparata da un grosso cannone, e il suo gomito gli fu strappato e rimaneva appeso ai tendini. Alibek continuò comunque a combattere con grande passione, sino a quando non disse a uno dei suoi combattenti che gli stavano dietro: "Taglia questo!" indicandogli il gomito penzolante. Essi però non lo tagliarono e Alibek, calpestando poi il gomito con il piede, lo tagliò con una sciabola, e poi continuò la battaglia, tenendo l'arma nell'altra mano”.
Il 5 luglio, Alibek morì a causa delle ferite subite e due giorni dopo la sua morte la torre di Surkhaev venne presa d'assalto dai russi. Tutti i difensori della torre morirono dopo i bombardamenti dell'artiglieria. La cattura della fortificazione predeterminò l'esito della battaglia: dopo altri tre mesi di assedio, Akhulgo cadde il 22 agosto 1839. In quel luogo, insieme ai difensori della torre, fu sepolto Alibek.
Il gomito di Alibek, che era stato strappato dalla palla di cannone, fu inviato alla madre ferita, che giaceva a letto. Quando la madre vide questa parte del suo braccio, disse: "Sia lode ad Allah, che ha predestinato mio figlio a morire in battaglia con gli infedeli, e non a letto" . Quando la notizia della morte di Alibek giunse a Shamil, questi pronunciò una frase del Corano: "Noi apparteniamo ad Allah e siamo a Lui, poi torniamo", e poi disse: "Guai a noi! Come affronteremo i nostri nemici adesso?".